# Supersport-VM 2005
Supersport-VM 2005 kördes över 12 omgångar, och Sébastien Charpentier blev mästare i supersportklassen i roadracing.

## Delsegrare
| Bana           | Vinnare               | Märke  |
| -------------- | --------------------- | ------ |
| Losail         | Katsuaki Fujiwara     | Honda  |
| Phillip Island | Sébastien Charpentier | Honda  |
| Valencia       | Sébastien Charpentier | Honda  |
| Monza          | Katsuaki Fujiwara     | Honda  |
| Silverstone    | Sébastien Charpentier | Honda  |
| Misano         | Sébastien Charpentier | Honda  |
| Brno           | Sébastien Charpentier | Honda  |
| Brands Hatch   | Sébastien Charpentier | Honda  |
| Assen          | Fabien Foret          | Honda  |
| Lausitzring    | Kevin Curtain         | Yamaha |
| Imola          | Gianluca Nannelli     | Ducati |
| Magny-Cours    | Broc Parkes           | Yamaha |

## Slutställning
| Plats | Förare                | Märke  | Poäng |
| ----- | --------------------- | ------ | ----- |
| 1     | Sébastien Charpentier | Honda  | 210   |
| 2     | Kevin Curtain         | Yamaha | 187   |
| 3     | Katsuaki Fujiwara     | Honda  | 149   |
| 4     | Fabien Foret          | Honda  | 144   |
| 5     | Michel Fabrizio       | Honda  | 138   |
| 6     | Broc Parkes           | Yamaha | 125   |
| 7     | Stéphane Chambon      | Honda  | 94    |
| 8     | Gianluca Nannelli     | Ducati | 88    |
| 9     | Javier Fores          | Suzuki | 71    |
| 10    | Tatu Lauslehto        | Honda  | 60    |